# Subterano
Subterano ist ein australischer Science-Fiction-Horrorfilm von Esben Storm von 2003.

## Handlung
In einer totalitären Zukunft wird der Revolutionär Conrad mitsamt seiner Ex-Freundin in einer Tiefgarage festgehalten. Zusammen mit einigen zufälligen Anwesenden muss er sich gegen einen mörderischen Widersacher behaupten, der tödliche Miniatur-Roboter auf die flüchtenden Personen loslässt. Als nur noch wenige Überlebende übrig sind, kommt es zum Endkampf mit einem riesigen Killer-Roboter. Conrad kann jedoch das Ungetüm mit einem Motorrad zerteilen und anschließend in Brand setzen. Gemeinsam mit seiner Exfrau Grace, seinem kleinen Sohn und einer Rebellin gelingt ihm die Flucht.

## Kritik
„Leidlich spannender Science-Fictioin-Thriller, der einmal mehr das Prinzip der ‚Zehn-kleinen-Negerlein‘ für seine sattsam vertraute Geschichte nutzt.“